# エミリー・ドネルソン
エミリー・ドネルソン（Emily Donelson, 1807年6月1日 – 1836年12月19日）は、アメリカ合衆国大統領アンドリュー・ジャクソンの姪。ホワイトハウスでのホステスおよびアメリカ合衆国のファーストレディを務めた。

## 生い立ちおよび結婚
エミリー・テネシー・ドネルソンはテネシー州ドネルソンにある父親の農場で生まれた。エミリーの父ジョン・ドネルソンは後にアンドリュー・ジャクソンの妻となるレイチェル・ドネルソン・ジャクソンの兄であった。当時の他の女性たちと違い、エミリーは正式な教育を受けていた。彼女はテネシー州ナッシュビルにあるナッシュビル女性アカデミーで姪のメアリー・アン・イースティンと共に学習し、優秀な生徒であったとされている。
1824年9月16日、17歳の頃にA. J. ドネルソンと結婚した。ドネルソンはエミリーの従兄で、互いのおじ・おばであるアンドリューやレイチェルが保護者であった。

## ホワイト・ハウスのホステスとして
1828年にレイチェルが亡くなる前から、ジャクソンはエミリーをワシントンD.C.に同行させて、レイチェルのホワイトハウスでのホステス役の手伝いをしてもらおうと考えていた。テネシー州のプランテーションであるハーミテージで暮らしていたジャクソン家とエミリーは育ちが似ていた。レイチェルが亡くなったことにより、ジャクソンはエミリーにホワイトハウスでのホステス役全権を任せ、彼女は姪のメアリー・アン・イースティンの助けを借りた。
21歳の頃にワシントンD.C.に到着した。夫のA.J.ドネルソンはジャクソンの私設秘書を務めた。ジャクソン大統領としての最初の数か月は妻レイチェルの喪中となった。非公式で喪が明けたことにし、1830年1月1日、ホワイトハウスでの新年会でエミリーがホステス役を務めた。

## ペティコート事件および解雇
1829年、ワシントンD.C.では陸軍長官ジョン・ヘンリー・イートンの新しい妻ペギー・イートンを取り巻く噂が飛び交っていた。この噂とは、2人の関係は不倫で始まり、ペギーの最初の夫はこれを苦にして自殺をしたというものであった。
スキャンダルは拡大し、すぐにペティコート事件と名付けられてジャクソン大統領顧問団は分裂し始めた。顧問団の妻たち、特にジョン・カルフーン副大統領の妻フロリード・カルフーンはワシントンD.C.のコミュニティにペギーが参加することを拒否し、イートン夫妻を鼻であしらった。
ジャクソン大統領はペギー・イートンが不当な扱いを受けていると感じていた。彼は亡くなった妻レイチェルと彼女を重ねていた。ジャクソンもレイチェルも知らなかったが、ジャクソンが結婚した時にレイチェルは最初の夫と法的に離婚が成立していなかったのである。1828年の大統領選挙でジョン・クィンシー・アダムズの支持者はこの事実を発見した。彼らはレイチェルを姦通罪および重婚であるとして情け容赦なく攻撃した。ジャクソンは、1828年12月の彼女の死はこのキャンペーンのストレスによるものだと非難した。彼の亡くなった妻のように、ジャクソンはワシントンD.C.のコミュニティがペギーを不当に扱っていると考えていた。
ジャクソンは周囲にイートン夫妻を受け入れるよう圧力をかけ始めた。エミリーは反イートン派についていた。ジャクソンがエミリーと対決した時、エミリーは譲歩してペギーをホワイトハウスに招くことにしたが、エミリーは彼女への礼節を欠いていた。1830年初頭、これによりイートン夫妻はジャクソンの招待を辞退した。ジャクソンはこの理由を調査し、ペギーはエミリーの冷酷な態度に言及したのである。
1830年の夏季休暇中、エミリーとアンドリュー・ジャクソンはハーミテージに戻った。この頃までジャクソンとエミリーの不和は最高潮に達し、エミリーはハーミテージでの滞在を拒否し、自身の母の家に滞在した。ジャクソンがワシントンD.C.に戻った際、A.J.は同行したがエミリーはしなかった。
ジャクソンがホワイトハウスに戻ると、彼はエミリーに戻るよう懇願し、業務を再開させようとした。しかし彼女はジャクソンがペギー・イートンをホワイトハウスに招待すると主張する限り、これを拒否し続けることとなった。
1834年初頭、ジャクソンの義理の娘サラ・ヨーク・ジャクソンがホワイトハウスのホステス役を務めることとなった。 エミリー不在の3年間をサラ・ヨーク・ジャクソンがホステス役を務めたことに対し、周囲は様々な憶測が飛び交った。学生仲間はペギー・イートンへの態度が原因と考えていたが、他の者たちは結核の悪化が原因だと考えていたのである。

## 病気および死
1836年、エミリーの健康状態は悪化した。同年6月、ハーミテージに隣接していた彼女のプランテーション「ポプラ・グローヴ」（後に「チューリップ・グローヴ」に改名）で回復を試みた。彼女の健康状態は下降を続け、12月、29歳でおそらく結核が原因で亡くなり、アメリカ史上最も短命のファーストレディとなった。